# Маки M.41
Маки M.41 (итал. Macchi M.41) је италијански ловац-хидроавион. Први лет авиона је извршен 1927. године.

Највећа брзина авиона при хоризонталном лету је износила 262 km/h.
Распон крила авиона је био 11,12 метара, а дужина трупа 8,66 метара. Празан авион је имао масу од 1107 килограма. Нормална полетна маса износила је око 1537 килограма. Био је наоружан са 2 фиксна митраљеза калибра 7,7 милиметара типа Викерс.

## Наоружање
| Наоружање авиона: Маки         |     |
| Ватрено (стрељачко) наоружање  |     |
| Топ                            |     |
| Митраљез                       |     |
| Број и ознака митраљеза        | 2   |
| Калибар                        | 7,7 |
| Бомбардерско наоружање (бомбе) |     |
| Ракетно наоружање (ракете)     |     |